# Le Juif errant (Chagall)
Pour les articles homonymes, voir Le Juif errant.
Le Juif errant est un tableau réalisé par le peintre soviétique Marc Chagall en 1923-1925. Cette huile sur toile représente un Juif errant. Elle est conservée au musée d'Art moderne et contemporain, à Genève.